# Kępa Oksywska
Kępa Oksywska (Duits: Oxhöfter Kämpe, Kasjoebisch Òksëwskô Kãpa) is een klifformatie aan de Bocht van Gdańsk en deze klif behoort tegenwoordig tot het gebied van het stadsdistrict Oksywie (Du: Oxhöft, Kasj.: Òksëwié) van Gdynia. De vuurtoren uit 1877 werd in 1939 vernietigd.

## Geografie

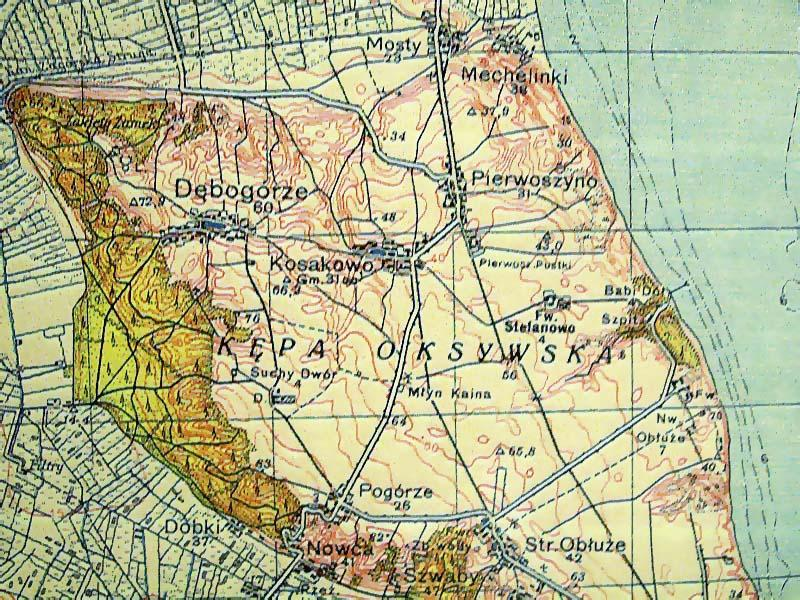
Kaart uit 1935

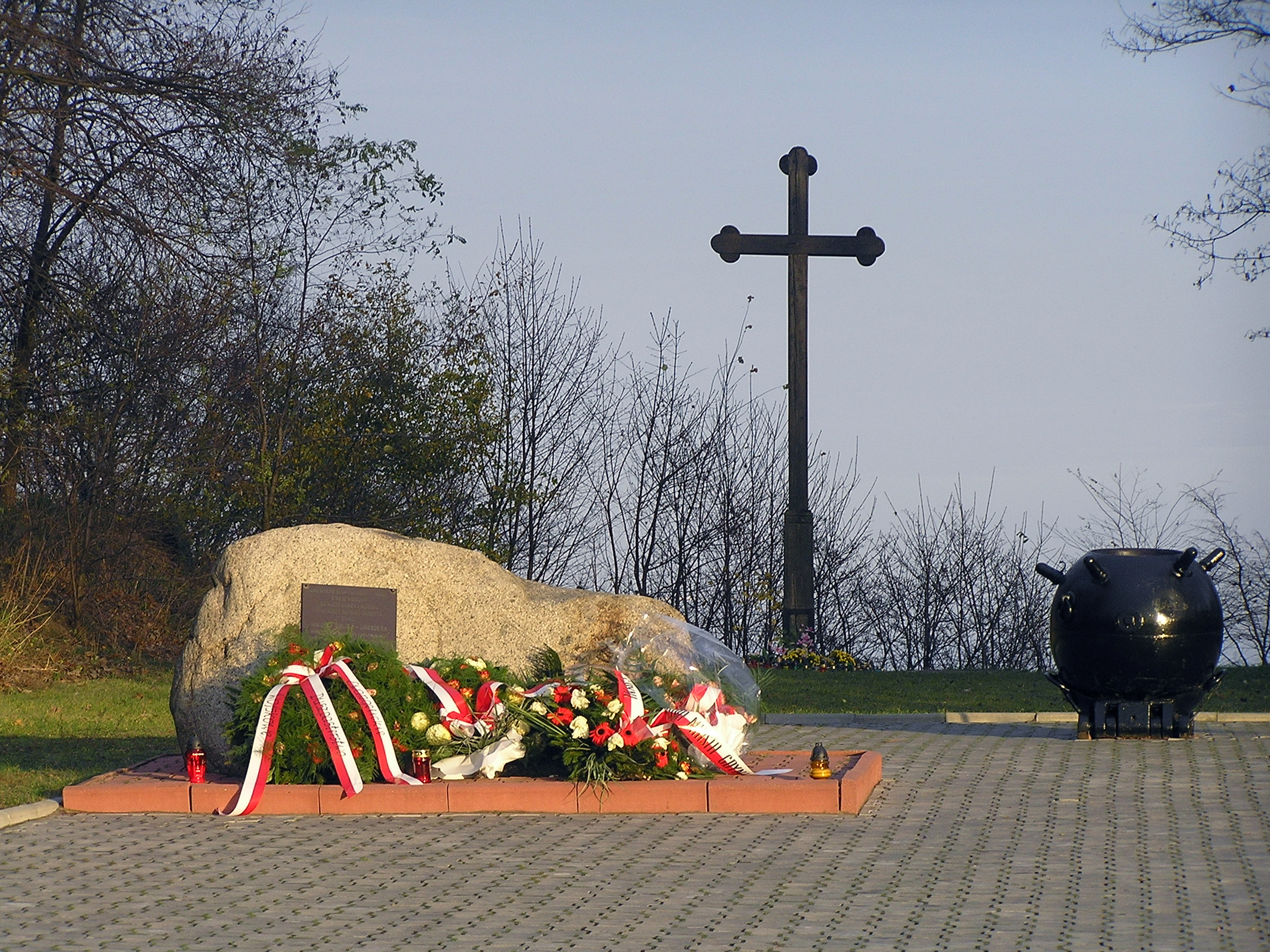
Monument voor leden van de Poolse Marine

De klif ligt direct aan de Zatoka Pucka in het westelijk deel van de Bocht van Gdańsk en is tussen de 30 en 40 meter hoog.

## Geschiedenis
Sinds 1224 was het gebied gedurende enkele honderden jaren een object van geschil tussen de kloosters Zuckau en Oliva.
Na de invasie van Polen op 1 september 1939 werd het klifgebied door de Poolse kustverdedigingsgroep Grupa Obrony Wybrzeża tot 19 september hardnekkig verdedigd (Bitwa o Kępę Oksywską resp. Schlacht von der Oxhöfter Kämpe resp. Obrona Kępy Oksywskiej). Aan de Oostzeekust duurde alleen de Slag om Hel langer.
Zes jaar later was de Oxhöfter Kämpe sinds 28 maart 1945 de laatste terugtocht- en evacueringsplaats van de Duitse troepen in het kader van Operatie Hannibal. Op 4/5 april 1945 werden tijdens Operatie Walpurgisnacht ca. 30.000 soldaten van de Oxhöfter Kämpe naar het schiereiland Hel geëvacueerd.